# Rappbode-Talsperre

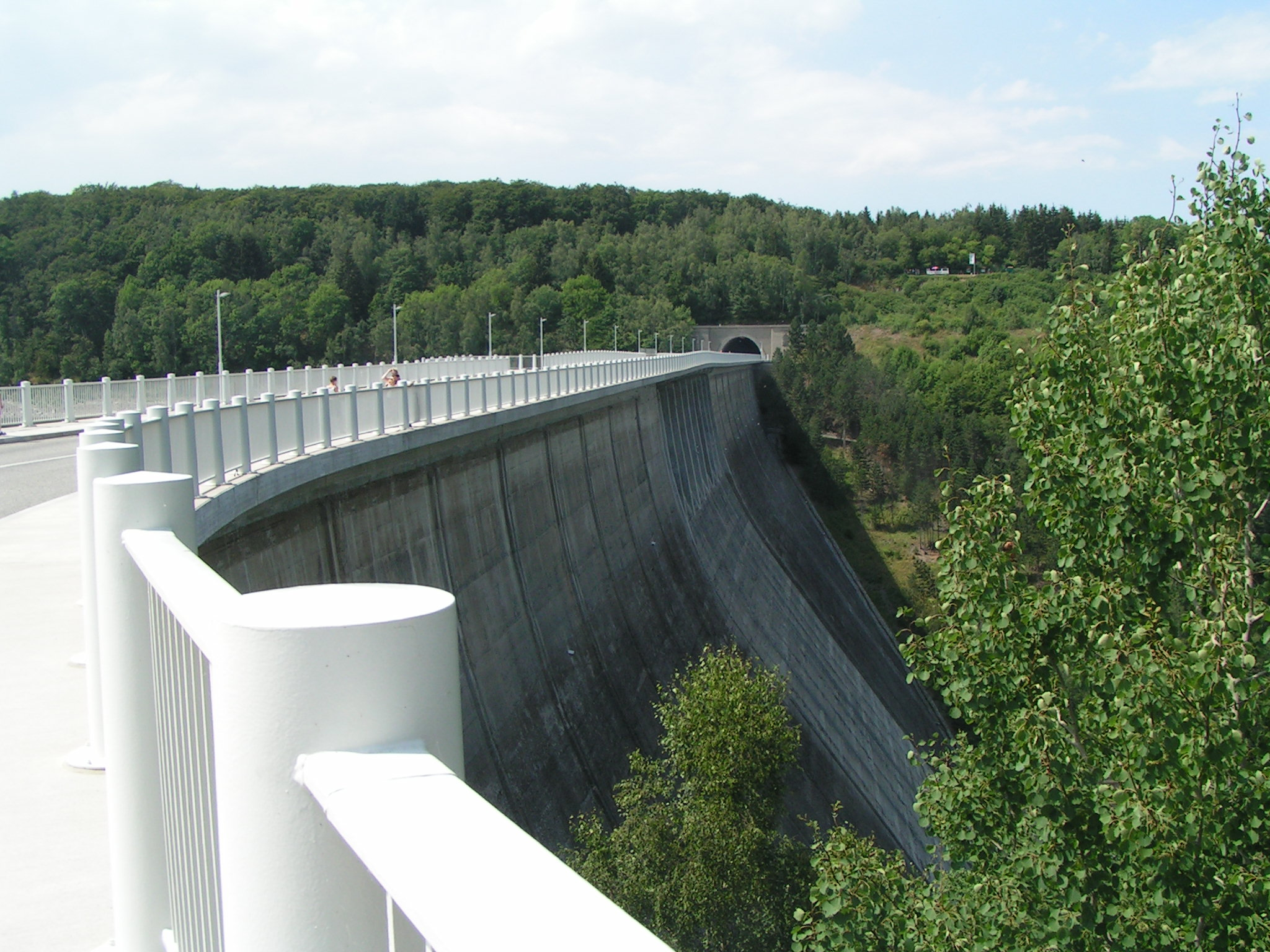
Staumauer der Rappbode-Talsperre

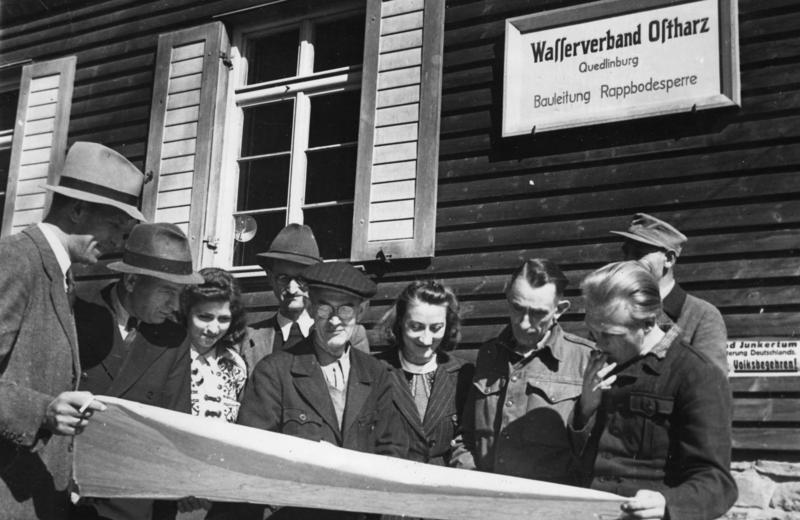
Baustab des Wasserverbandes Ostharz, Bauleitung Rappbode-Talsperre (Planungsphase 1948)

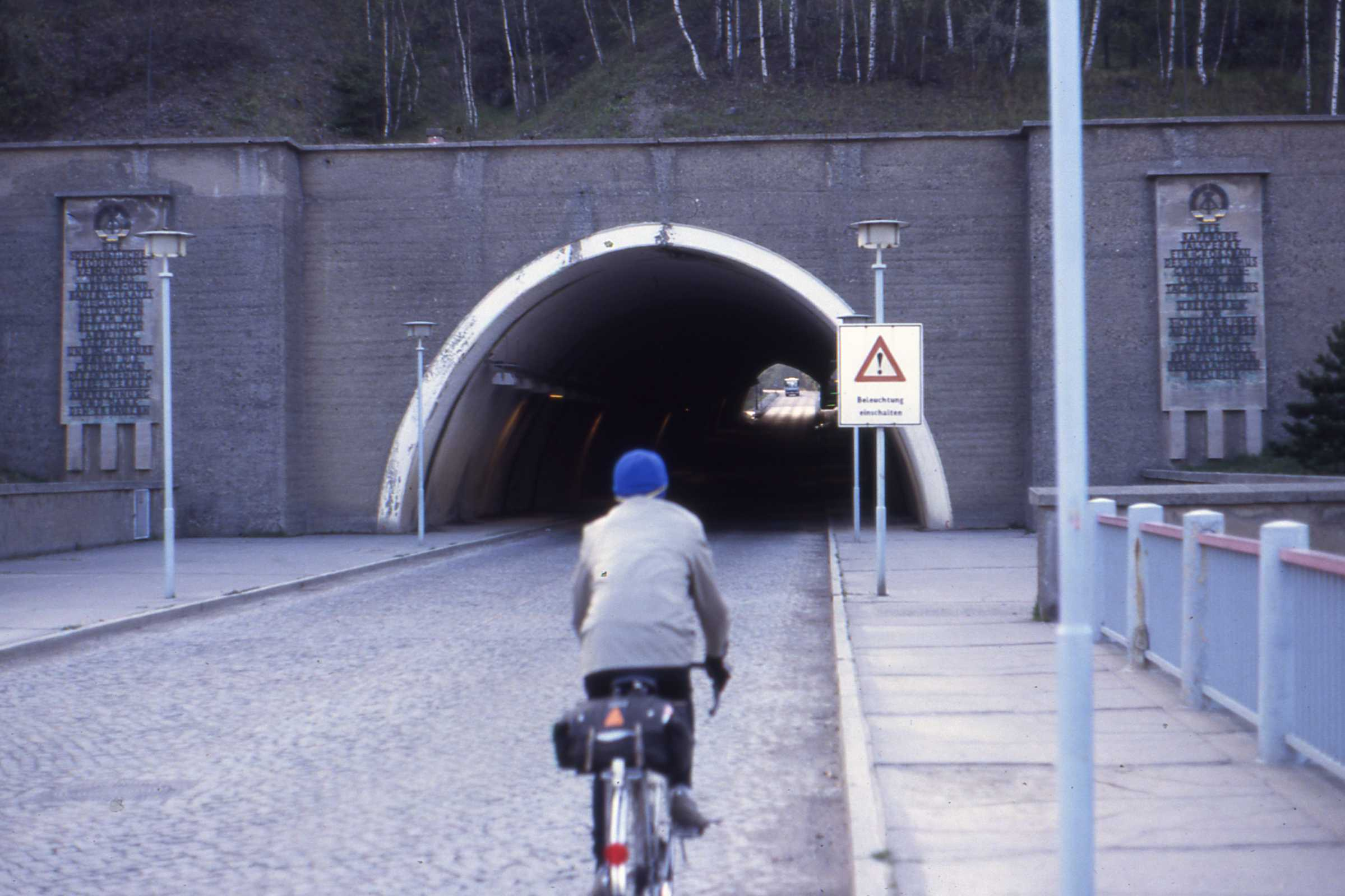
Tunnel der Landesstraße 96, direkt nordwestlich der Staumauer in der Ostflanke des Nickelsbergs (1990)

Die Rappbode-Talsperre oder Rappbodetalsperre ist eine von 1952 bis 1959 errichtete, aus Talsperre, Wasserwerk, Wasserkraftwerk und Stausee bestehende Stauanlage im Harz, die besonders im Stadtgebiet von Oberharz am Brocken im Landkreis Harz in Sachsen-Anhalt liegt.
Ihre maximal 106,0 Meter (m) hohe Staumauer, die höchste Deutschlands, staut besonders die Rappbode und deren Zufluss Hassel zum etwa 3,9 Quadratkilometer (km²) großen Rappbodestausee auf, der mit 109,08 oder, anderen Angaben zufolge, 113 Mio. Kubikmetern (m³) der volumenmäßig größte Harzstausee ist. Die Rappbode-Talsperre zählt mit der Großen Dhünntalsperre zu den beiden größten Trinkwassertalsperren Deutschlands.
Die Rappbode-Talsperre bildet mit weiteren Tal- und Vorsperren sowie Rückhaltebecken das Rappbode-Talsperrensystem zum Hochwasserschutz im Ostharz. Dabei schützt sie besonders die unterhalb ihrer Staumauer an der Rappbode gelegenen Ortschaften und dient zudem der Trinkwasser- und Stromversorgung vieler naher Ortschaften.

## Geographische Lage
Die Rappbode-Talsperre liegt im Unterharz im Naturpark Harz/Sachsen-Anhalt. An der Rappbode befindet sie sich zwischen den jeweils etwas entfernten Ortschaften Elbingerode im Nordwesten, Blankenburg im Nordnordosten, Thale im Ostnordosten und Hasselfelde im Süden.

## Staumauer

### Lage
Das Absperrbauwerk der Talsperre steht als Gewichtsstaumauer rund 1,9 Kilometer (km) südöstlich des Ortsteils Neuwerk der Ortschaft Höhlenort Rübeland und etwa 2 km westsüdwestlich des Thaler Ortsteils Wendefurth unmittelbar südwestlich des luftseitig gelegenen Stausees Wendefurth (351,9 m ü. NHN). Auf der Mauerkrone verläuft die südöstlich von der nahen Bundesstraße 81 (Wendefurth–Hasselfelde) abzweigende Landesstraße 96, die direkt nordwestlich der Mauer durch einen 219 m langen, 1954 bis 1958 erbauten und 2001/2002 sanierten Tunnel in der Ostflanke des Nickelsbergs (488,2 m) und in Richtung Nordwesten nach Rübeland an der Bundesstraße 27 (Blankenburg–Elbingerode) führt. Auf dem Südostende der Staumauer stehen das Schieber- und Windenhaus mit den Bedieneinrichtungen.

### Geschichte
Die ersten Überlegungen zum Bau von Talsperren und Hochwasserschutzmauern gab es bereits 1891. Die erste Planung bezog sich auf eine 150 m hohe Staumauer im Tal der Bode oberhalb von Thale, deren Stausee mit 150 Mio. m³ Fassungsvermögen die Ortschaften Wendefurth, Altenbrak und Treseburg und das sehenswerte Bodetal zum Opfer gefallen wären. Bei der 1938 fertiggestellten Projektplanung verzichtete man auf die Überflutung von Ortschaften, dafür wurden mehrere Staumauern geplant.
Die Bauarbeiten an der Rappbode-Talsperre inklusive Aufschluss des Steinbruchs im Möhrental begannen bereits während des Zweiten Weltkriegs. Dabei wurde die Gründung der Staumauer ausgehoben, Abdichtungsarbeiten im Baugrund und in den Talfeldern vorgenommen (besonders der wasserseitige Dichtungsschleier), die für den Zementtransport erforderliche Seilbahn von Hüttenrode her errichtet und der zur Umleitung der Rappbode während der Bauzeit und später als Grundablass vorgesehene Umleitungsstollen mit dem Einlaufbauwerk und Schützenschacht bis August 1940 so weit fertiggestellt, dass die Flussumleitung erfolgen konnte. Im Mai 1942 wurden die Arbeiten aus Kriegsgründen eingestellt.
In der Zeit der DDR wurde das Staumauer-Projekt wieder aufgegriffen und um die Trinkwassergewinnung erweitert. Die ursprüngliche Anlagenplanung blieb erhalten; allerdings wurde die Technologie an neue Erkenntnisse im Talsperrenbau angepasst. Die Grundsteinlegung für die Staumauer fand am 1. September 1952 statt. Die Bauarbeiten wurden unter Beteiligung des westdeutschen Baukonzerns Polensky & Zöllner durchgeführt.
Am 3. Oktober 1959 wurde die Talsperre ihrer Bestimmung übergeben. Seitdem befinden sich beiderseits des südöstlichen, mauerseitigen Tunnelportals der auch über die Mauer führenden L 96 je eine Inschrift (rechts / links):

„Die Rappbode Talsperre – ein Grossbau des Sozialismus. Grundsteinlegung am Tag des Friedens 1952 – übergeben am 3. Oktober 1959 aus Anlass des 10. Jahrestages der Deutschen Demokratischen Republik“

„Die sozialistischen Produktionsverhältnisse unseres Arbeiter- und Bauernstaates/Die grossen Leistungen der am Bau beteiligten Arbeiter, Techniker und Ingenieure waren die Grundlagen der Entstehung dieses Werkes/Anerkennung und Dank den Erbauern“

Von 1995 bis 2009 wurde die Talsperre saniert. Hierbei wurde auch der angewitterte Beton der Straße auf der Mauerkrone erneuert und die jeweils direkt oberhalb der vorgenannten Inschriften befindlichen Hoheitszeichen der DDR durch kreisförmige Objekte ersetzt.
Die Anlage wurde im Juni 2022 als Historisches Wahrzeichen der Ingenieurbaukunst in Deutschland ausgewiesen.

### Daten
Die von 1952 bis 1959 erbaute und nahezu vollständig gerade Gewichtsstaumauer, die durch ihr Eigengewicht die Rappbode aufstaut, ist etwa 415 m lang, an ihrer Krone 12,50 m und an der Basis rund 78 m breit. Über der Talsohle ist sie zirka 90 m und über der Gründungssohle 106,0 m hoch. Ihre Gründungshöhe liegt auf etwa 321 m ü. NHN und die Bauwerkskrone auf rund 427 m ü. NHN. Das Bauwerksvolumen enthält zirka 860.000 m³ Beton. Die Mauer besteht aus 30 Segmenten (Feldern) mit maximal 16 m Segmentbreite. Die Hochwasserentlastung besteht aus einem freien Mauerkronenüberlauf mit einer Gesamtbreite von 64 m, der durch acht Zwischenpfeiler in neun Felder aufgeteilt ist und bei einer Überströmhöhe von 1,10 m 120 m³ Wasser pro Sekunde ableiten kann.

## Wasserwerk und Wasserkraftwerk
Das gestaute Wasser ist vor allem eine Trinkwasserreserve, auf die nordöstlich und östlich des Harzes gelegene Ortschaften zurückgreifen können. Den Transport des Trinkwassers in die Region führt die Fernwasserversorgung Elbaue-Ostharz durch. Deren Druckleitungen verlaufen bis Aschersleben, Halberstadt, Bernburg (Saale), Halle (Saale) und sogar Leipzig. Von der Staumauer führt ein 3,1 km langer, zumeist unterirdischer Wasserstollen zum nahe Wienrode gelegenen Wasserwerk, wo die Trinkwasseraufbereitung stattfindet. Die Wasserqualität ist ausgesprochen gut, die Wasserhärte liegt im Durchschnitt bei 3° deutscher Härte. Damit ist das Wasser besonders gut geeignet für den Einsatz in Dampferzeugungs- und Waschanlagen, hat aber wegen der fehlenden Neigung zur Verkalkung auch erhebliche Vorteile im häuslichen Gebrauch.
Die Talsperre dient im Rahmen ihres Wasserkraftwerks durch zwei von Avacon Natur betriebene Wasserturbinen mit einer Leistung von 0,9 MW in der Trinkwasserleitung und 4,5 MW in der Ausleitung der Talsperre auch der Stromerzeugung.

## Stausee

### Lage
Der Rappbodestausee liegt fast gänzlich im Gebiet der Stadt Oberharz am Brocken; nur ein nahe der Staumauer befindlicher Stauseeteil inklusive des Südostteils der Staumauer gehört zu Thale. Er befindet sich zwischen der Bundesstraße 81 (Wendefurth–Hasselfelde) im Südosten und der etwas entfernten Bundesstraße 27 (Blankenburg–Elbingerode) im Nordwesten, wobei die Landesstraße 96 zwischen beiden Bundesstraßen über die Staumauer und durch den direkt nordwestlich davon befindlichen, 219 m langen Tunnel führt. Das gestaute Fließgewässer ist die Rappbode, ein südwestlicher Zufluss der Bode im Einzugsgebiet der Elbe; zudem münden die Hassel, welche die direkt vorgelagerte Hasselvorsperre durchfließt, und viele kleine Bäche, von denen manche aber nicht ganzjährig Wasser führen, in den Stausee. Flussabwärts entlang des nun mit Wasser angestauten Rappbodetals liegen linksseits des Stausees die Bremsenköpfe (492,7 m), die Möncheköpfe (490,7 m) und der Nickelsberg (488,2 m) und rechtsseits die Rabensteine (ca. 510 m), der Gitzhügel (481,8 m), der Eichenberg (ca. 520 m) und der Rotestein (ca. 505 m). Im schmalen Südteil des von Wald gesäumten Stausees erhebt sich in Südufer- und Eichenbergnähe die normalerweise von Wasser umspülte Präzeptorklippe.

### Naturräumliche Zuordnung
Die Stauanlage liegt in der naturräumlichen Haupteinheitengruppe Harz (Nr. 38) und in der Haupteinheit Unterharz (naturräumlich auch Unterharz-Hochfläche genannt; 382) in der Untereinheit Hasselfelder Hochfläche (382.2).

### Daten
Die Oberfläche des Stausees ist etwa 3,9 km² groß. Der Stausee erstreckt sich in Südwest-Nordost-Richtung auf etwa 9 km Länge und ist meist nur wenige Hundert Meter breit. Unterschiedlichen Angaben zufolge hat er 109,08 oder 113 Mio. m³ Gesamtstauraum. Sein Stauziel liegt auf 423,6 m ü. NHN im Sommer und 418,32 m ü. NHN im Winter; sein höchstes Stauziel für ein sich im Durchschnitt einmal in 1000 Jahren ereignendes Hochwasser befindet sich auf 424,68 m ü. NHN. Das Einzugsgebiet des Stausees ist im Rahmen von jenem der Rappbode 114,8 km² und aufgrund des 1795 m langen Überleitungsstollen, der durch den langgestreckten Trogfurter Berg führt, zusammen mit dem Einzugsgebiet des Stausees Königshütte an der Bode 269,0 km² groß, woraus sich 154,2 km² zusätzliches Einzugsgebiet ergeben. Die mittlere Zuflussmenge beträgt 1,49 m³/s, die Jahresüberleitungsmenge (aus dem Stausee Königshütte) maximal 45 Mio. m³ und der Jahresabfluss 47 Mio. m³.

### Schutzgebiete
Am Südufer vom Mittelteil des Rappbodestausees liegt das Naturschutzgebiet (NSG) Eichenberg (CDDA-Nr. 318327; 2000 ausgewiesen; 57 ha groß). Im Westen reicht bis an das Ufer nahe dem Einfluss der Rappbode in den Stausee ein östlicher Teil des NSG Harzer Bachtäler (CDDA-Nr. 318505; 1998; 11,04 km²). Der Stausee befindet sich komplett im Landschaftsschutzgebiet Harz und Vorländer (CDDA-Nr. 20784; 1968; 1587,86 km²). Bis an das Südufer reichen Teile des Fauna-Flora-Habitat-Gebiets Bodetal und Laubwälder des Harzrandes bei Thale (FFH-Nr. 4231-303; 57,73 km²) und bis an die Süd- und Ostufer solche des Vogelschutzgebiets Nordöstlicher Unterharz (VSG-Nr. 4232-401; 169,88 km²).

### Fischfauna
Im Rappbodestausee kommen überwiegend Bachforellen, Regenbogenforellen, Hechte, Flussbarsche, Zander, Aale, Maränen, Karpfen, Schleie und zahlreiche Weißfische vor. Vor allem Hechte und Karpfen können dort kapitale Gewichte erreichen.

## Galerie

Rappbodetalsperrensystem im Luftbild
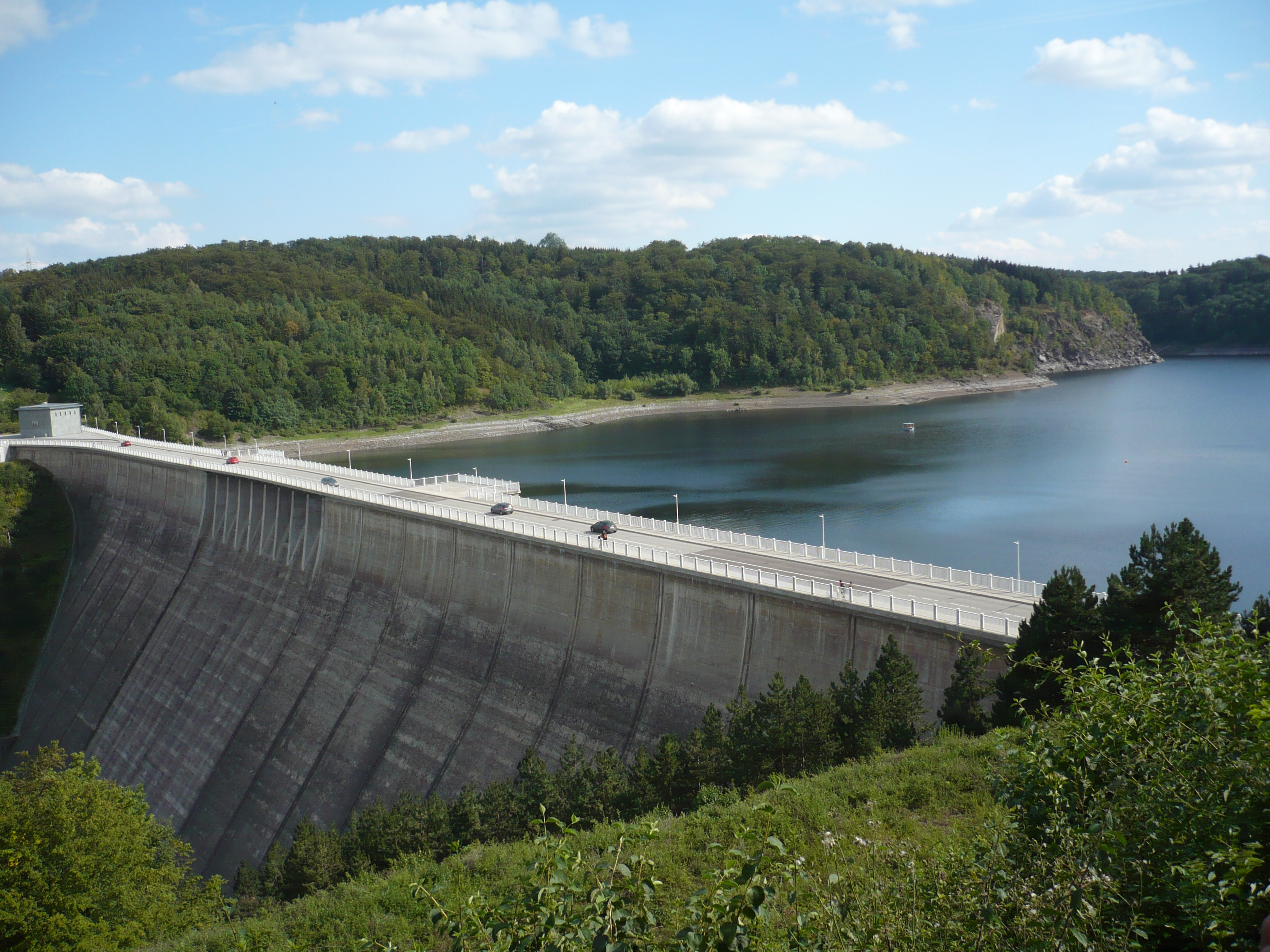
Blick von der Aussichtsplattform auf die Staumauer
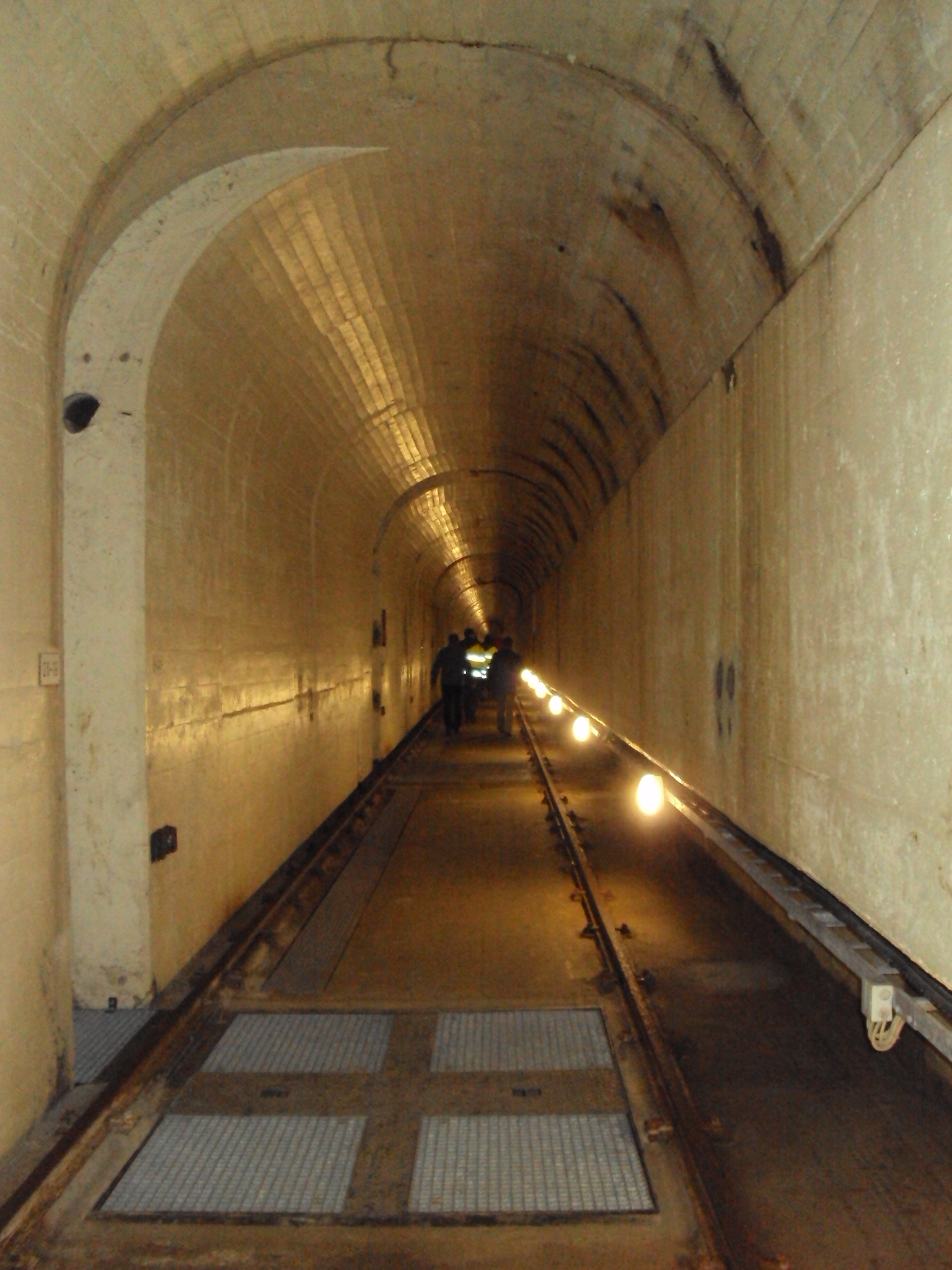
Oberer Kontrollgang im Mauerinnern
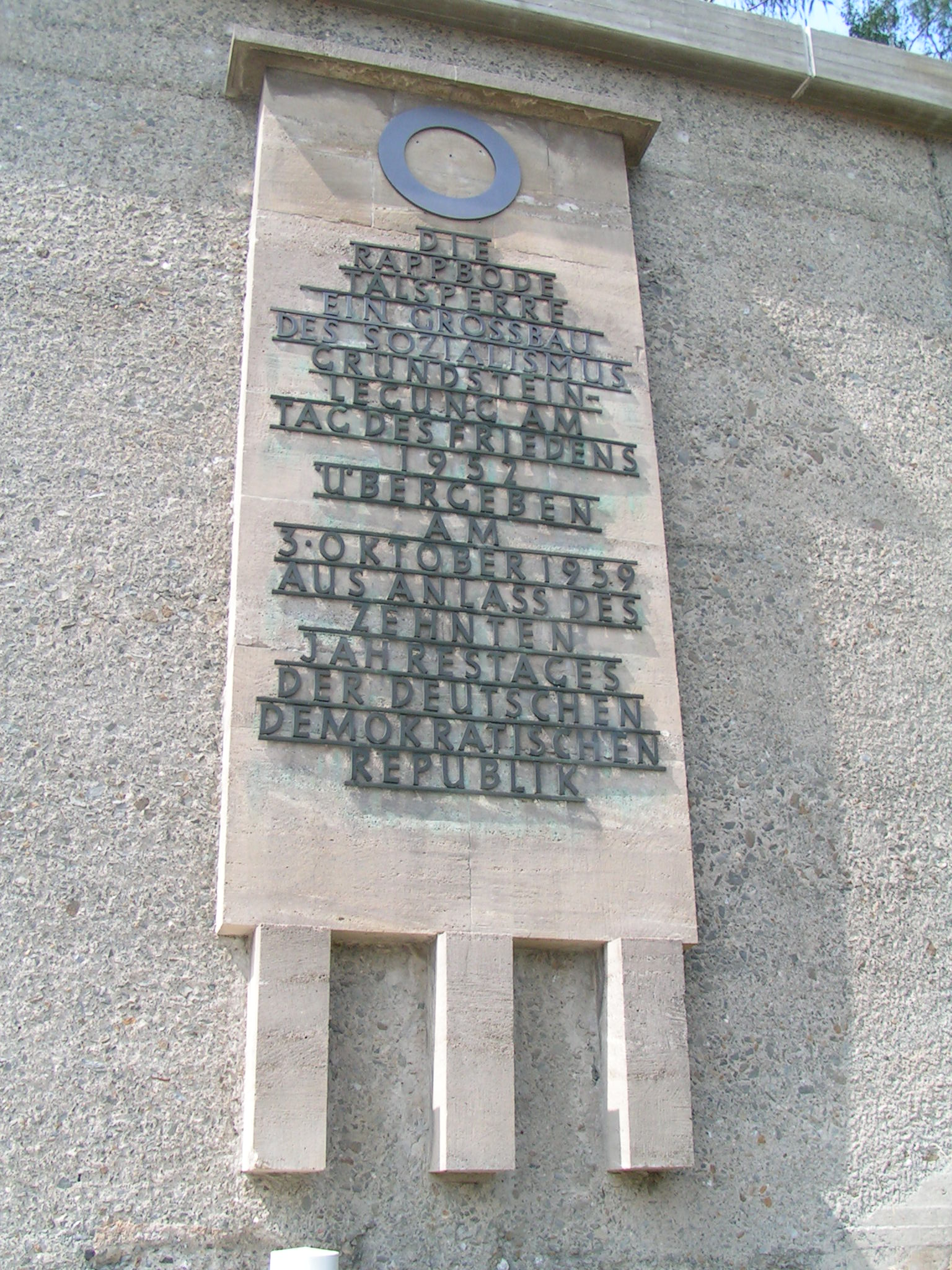
Rechte Inschrift am südöstlichen, mauerseitigen Tunnelportal (Landesstraße 96), 2006
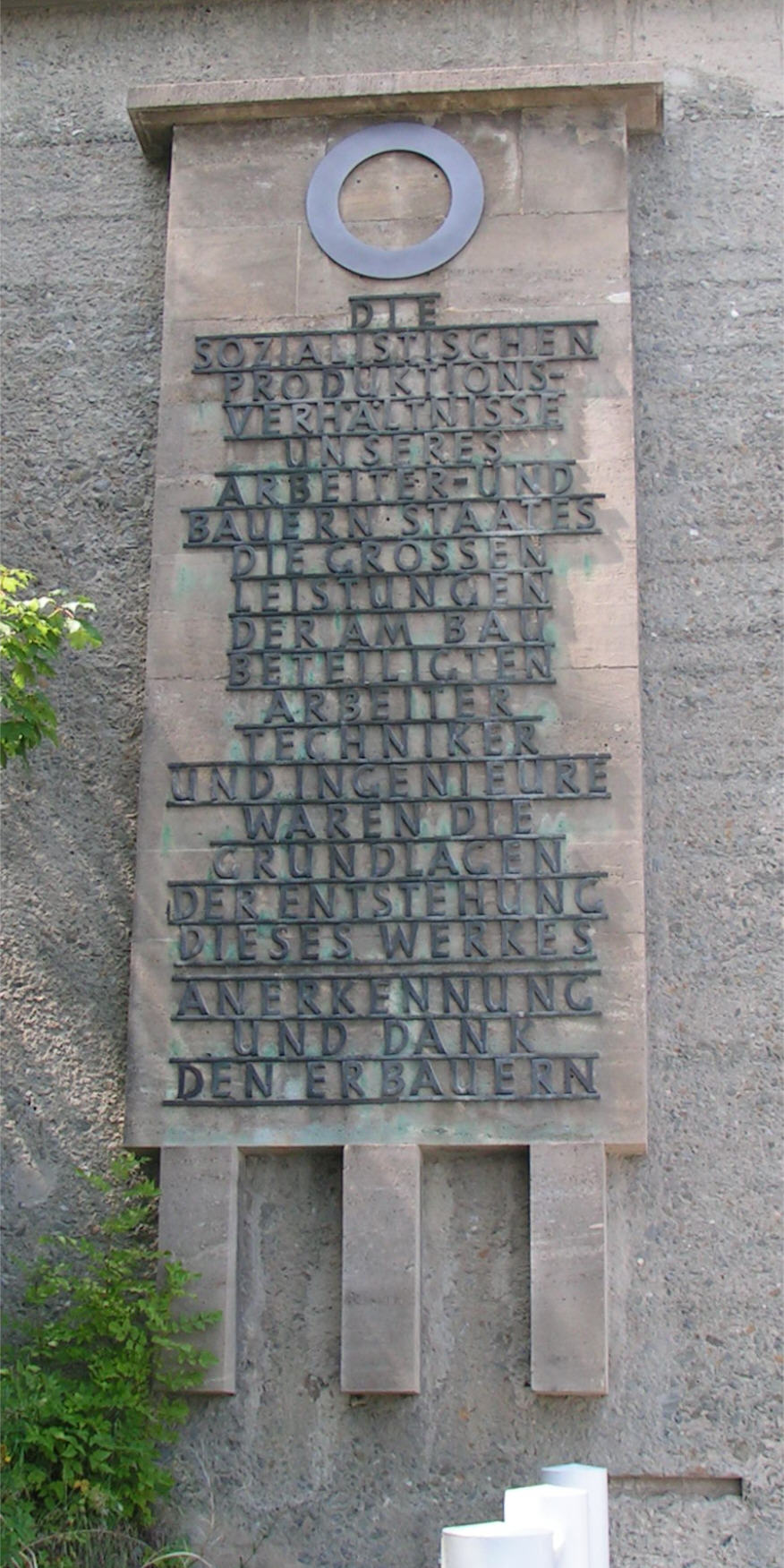
Linke Inschrift am südöstlichen, mauerseitigen Tunnelportal (Landesstraße 96), 2006

## Vor- und nachgeschaltete Sperren
Der Rappbode-Talsperre sind diese Sperren vor- oder nachgeschaltet:
- Mandelholztalsperre als Vorsperre der Kalten Bode: Hochwasserschutz sowie Zurückhaltung von Geröll und Nährstoffen,
- Überleitungssperre Königshütte an der Bode kurz nach dem Zusammenfluss von Warmer Bode und Kalter Bode in Königshütte: teilweise Ableitung von Bodewasser in einem Überleitungsstollen zur Rappbode-Talsperre (Trinkwassergewinnung),
- Rappbodevorsperre als Vorsperre der Rappbode: Geröll- und Schlammrückhaltung sowie Nährstoffrückhaltung,
- Hasselvorsperre als Vorsperre der Hassel: Geröll- und Schlammrückhaltung sowie Nährstoffrückhaltung,
- Nachgeschaltet die Talsperre Wendefurth der Bode: Hochwasserschutz, Ausgleichsbecken für die Rappbode-Talsperre und Unterwasserbecken für das Pumpspeicherwerk Wendefurth.

## Freizeit

### Wandern und Ausflugsziele
Über die Staumauer führt der Wanderweg Hasselfelde–Rübeland (HK 27). Wenige Kilometer nordwestlich kreuzt dieser Weg den nördlich vorbei an der Talsperre Wendefurth und abschnittsweise im Tal der Bode verlaufenden Harzer Hexenstieg. In der Umgebung befinden sich als Ausflugsziele zum Beispiel die Rübeländer Tropfsteinhöhlen mit der ältesten Schauhöhle Deutschlands, die Westernstadt Pullman City, die Harzköhlerei Stemberghaus mit dem Köhlereimuseum und das Schaubergwerk Büchenberg.

### Freizeitpark "Harzdrenalin"
Dazu gehören die Hängebrücke vor der Staumauer und der Turm "Solitair", von denen aus weitere Attraktionen zugänglich sind. Beides kostet Eintritt, den man auch als Kombiticket für beide Attraktionen bezahlen kann. 

#### Fußgängerhängebrücke

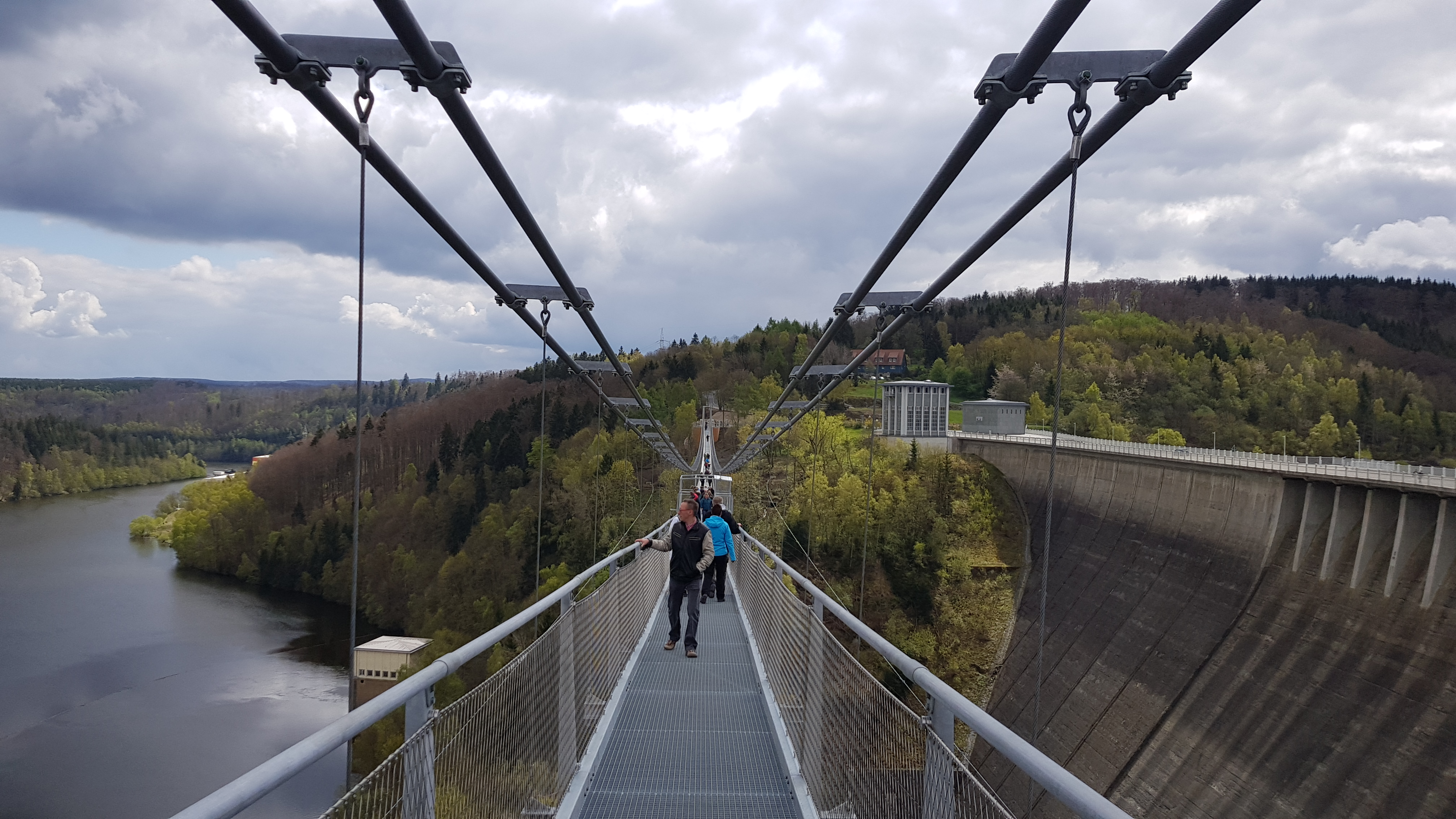
Fußgängerhängebrücke Titan^{RT}

Etwa 50 m nordöstlich und parallel zur Staumauer befindet sich die 2017 eröffnete Fußgängerhängebrücke TitanRT. Das 483 m lange Bauwerk ist mit 458,5 m eine der längsten frei hängenden Teilstücke aller Fußgängerhängebrücken der Erde. Von der 100 m über dem Stausee der Talsperre Wendefurth hängenden Brücke ist Bungeespringen per Gigaswing 75 m in die Tiefe möglich. Das Gewicht der Seilbrücke beträgt 118 Tonnen.

#### Aussichtsturm Solitair
Unweit nordwestlich der Hängebrücke steht seit dem Frühjahr 2022 als weitere Attraktion der Solitair, ein 39 m hoher als Stahlgitterkonstruktion errichteter Aussichtsturm. Seine Aussichtsplattform erreicht man wahlweise mit einem Panorama-Glasaufzug oder über 160 Treppenstufen.
Der Turm hat neben seiner sehr guten Aussichtsmöglichkeit auch das Angebot Wallrunning, bei dem man von oben an der Außenwand des Turms nach unten laufen kann. Des Weiteren gibt es den Ultrashot, bei dem man im Inneren des Turms 38 m nach oben katapultiert wird.
Von einer mittleren Etage des Turms aus führt die 2012 eröffnete, Megazipline genannte Doppelseilrutsche über das Wasser etwa 100 m nordöstlich vor der Staumauer bis zum Ufer der Talsperre Wendefurth. Sie ist etwa 1000 m lang und hängt maximal 120 m hoch über dem Wasser. Dort können in einem Gurtsystem hängende Personen hinab rutschen.